# Żydowska Góra (Wyżyna Częstochowska)
Żydowska Góra (392 m) – wzniesienie w miejscowości Niegowonice w województwie śląskim, w powiecie zawierciańskim, w gminie Łazy. Znajduje się na północno-wschodnim krańcu wsi. W literaturze turystycznej lokalizowane jest w paśmie wzniesień zwanym Pasmem Smoleńsko-Niegowonickim. W regionalizacji geograficznej Polski według Jerzego Kondrackiego znajduje się na Wyżynie Ryczowskiej będącej częścią Wyżyny Częstochowskiej, ta zaś wchodzi w skład Wyżyny Krakowsko-Częstochowskiej.
Żydowska Góra jest porośnięta lasem. Jej punkt kulminacyjny znajduje się w odległości około 280 m na południowy wschód od drogi wojewódzkiej nr 790. W budujących Żydowską Górę wapiennych skałach znajduje się Schronisko w Żydowskiej Górze.
W odległości około 900 m na południowy zachód od Żydowskiej Góry jest wzniesienie Kromołowiec ze Skałami Niegowonickimi. W podobnej odległości, ale bardziej na południe znajdują się wzniesienia Spalona Góra, Okrąglica, a na wschód Góra Mazurowa.